# 앵귈라의 국가
《하느님 앵귈라에 축복을!》(영어: God Bless Anguilla)은 앵귈라의 국가이다.